# Train de banlieue de Split
Le train de banlieue de Split (croate : Splitska gradska željeznica) est un réseau d'une ligne de train urbain qui relie l'agglomération de Split au départ de la Station Split (nl) pour la gare de Kaštel Stari en 24 minutes. Il est projeté de prolonger cette ligne vers l'aéroport de Split.